# Шоткуса (селище при залізничній станції)
Шоткуса (рос. Шоткуса) — селище залізничної станції у Лодєйнопольському районі Ленінградської області Російської Федерації.
Населення становить 6 осіб. Належить до муніципального утворення Лодєйнопольське міське поселення.

## Історія
Згідно із законом від 20 вересня 2004 року № 63-оз належить до муніципального утворення Лодєйнопольське міське поселення.

## Населення
| 1997 | 2007 | 2010 |
| ---- | ---- | ---- |
| 3    | ↘1   | ↗6   |